# 西経54度線
西経54度線（せいけい54どせん）は、本初子午線面から西へ54度の角度を成す経線である。北極点から北極海、グリーンランド、ニューファンドランド島、大西洋、南アメリカ、南極海、南極大陸を通過して南極点までを結ぶ。
西経54度線は、東経126度線と共に大円を形成する。

## 通過する地域一覧
西経54度線は、北極点から南極点まで南に向かって以下の場所を通っている。
| 地理座標                                             | 国土・領土・領海         | 備考 |
| ---------------------------------------------------- | ------------------------ | --- |
| 北緯90度0分 西経54度0分 / 北緯90.000度 西経54.000度  | 北極海                   | |
| 北緯83度37分 西経54度0分 / 北緯83.617度 西経54.000度 | リンカーン海             | |
| 北緯82度16分 西経54度0分 / 北緯82.267度 西経54.000度 | グリーンランド           | |
| 北緯71度26分 西経54度0分 / 北緯71.433度 西経54.000度 | バフィン湾               | Illorsuit島（ グリーンランド、北緯71度8分 西経54度0分 / 北緯71.133度 西経54.000度）の西を通過 |
| 北緯70度49分 西経54度0分 / 北緯70.817度 西経54.000度 | グリーンランド           | ヌーススアク半島（英語版） |
| 北緯70度24分 西経54度0分 / 北緯70.400度 西経54.000度 | Sullorsuaq海峡           | |
| 北緯70度17分 西経54度0分 / 北緯70.283度 西経54.000度 | グリーンランド           | ディスコ島 |
| 北緯69度34分 西経54度0分 / 北緯69.567度 西経54.000度 | デービス海峡             | グリーンランド本土（北緯67度5分 西経54度0分 / 北緯67.083度 西経54.000度）の西を通過 |
| 北緯60度0分 西経54度0分 / 北緯60.000度 西経54.000度  | 大西洋                   | ラブラドル海 名前のない海域 — フォーゴ島（ カナダ・ニューファンドランド・ラブラドール州、北緯49度39分 西経54度0分 / 北緯49.650度 西経54.000度）の東を通過 |
| 北緯49度27分 西経54度0分 / 北緯49.450度 西経54.000度 | カナダ                   | ニューファンドランド・ラブラドール州 — ニューファンドランド島 |
| 北緯47度45分 西経54度0分 / 北緯47.750度 西経54.000度 | プラセンティア湾         | |
| 北緯47度19分 西経54度0分 / 北緯47.317度 西経54.000度 | カナダ                   | ニューファンドランド・ラブラドール州 — アバロン半島（ニューファンドランド島） |
| 北緯46度50分 西経54度0分 / 北緯46.833度 西経54.000度 | 大西洋                   | |
| 北緯5度46分 西経54度0分 / 北緯5.767度 西経54.000度   | スリナム                 | 国土の北東端を約10km |
| 北緯5度40分 西経54度0分 / 北緯5.667度 西経54.000度   | フランス領ギアナ         | フランス領ギアナ |
| 北緯3度39分 西経54度0分 / 北緯3.650度 西経54.000度   | スリナム                 | 約13km |
| 北緯3度33分 西経54度0分 / 北緯3.550度 西経54.000度   | フランス領ギアナ         | スリナムが領有権を主張する地域を通過 |
| 北緯2度13分 西経54度0分 / 北緯2.217度 西経54.000度   | ブラジル                 | アマパー州 パラー州（北緯1度32分 西経54度0分 / 北緯1.533度 西経54.000度から） マットグロッソ州（南緯9度37分 西経54度0分 / 南緯9.617度 西経54.000度から） マットグロッソ・ド・スル州（南緯17度29分 西経54度0分 / 南緯17.483度 西経54.000度から） パラナ州（北緯23度29分 西経54度0分 / 北緯23.483度 西経54.000度から） |
| 南緯25度34分 西経54度0分 / 南緯25.567度 西経54.000度 | アルゼンチン             | |
| 南緯27度12分 西経54度0分 / 南緯27.200度 西経54.000度 | ブラジル                 | リオグランデ・ド・スル州 |
| 南緯31度55分 西経54度0分 / 南緯31.917度 西経54.000度 | ウルグアイ               | |
| 南緯34度31分 西経54度0分 / 南緯34.517度 西経54.000度 | 大西洋                   | |
| 南緯60度0分 西経54度0分 / 南緯60.000度 西経54.000度  | 南極海                   | |
| 南緯61度5分 西経54度0分 / 南緯61.083度 西経54.000度  | サウス・シェトランド諸島 | クラレンス島 — アルゼンチンと チリと イギリスが領有権を主張 |
| 南緯61度14分 西経54度0分 / 南緯61.233度 西経54.000度 | 南極海                   | |
| 南緯76度39分 西経54度0分 / 南緯76.650度 西経54.000度 | 南極大陸                 | アルゼンチン（アルゼンチン領南極）と チリ（チリ領南極）と イギリス（イギリス領南極地域）が領有権を主張 |